# Green Valley (grup de música)
Green Valley és un grup espanyol de reggae i dancehall format per tres músics catalans i tres bascos. Les seves cançons tracten temes com la crítica al sistema actual, la reivindicació d'una major connexió amb el planeta terra, el positivisme i el carpe diem. El nom del grup prové de la traducció a l'anglès del cantant del grup, el gasteiztarra Ander Valverde. L'11 de setembre del 2017 van actuar al concert de La Diada del Sí.

## Discografia

### Maquetes[6]
- 2002: El sueño perdido (Ander Valverde en solitario).
- 2007: Inmigrantes.

### Àlbums[7]
- 2010: En tus manos.
- 2012: La voz del pueblo. (autoeditat)
- 2013: Mírame a los ojos.
- 2014: Hijos de la tierra.
- 2014: Green Valley & Friends
- 2016: Ahora. (Green Soul Music)
- 2019: Bajo la Piel. (Mundo Zurdo)
- 2022: La Llave Maestra (Satélite K)